# Leea smithii
Leea smithii är en vinväxtart som beskrevs av Sijfert Hendrik Koorders. Leea smithii ingår i släktet Leea och familjen vinväxter. Inga underarter finns listade i Catalogue of Life.